# Un cirque passe
Un cirque passe (Un cirque passe, 1992) è il titolo di uno dei romanzi pubblicati dallo scrittore e sceneggiatore francese contemporaneo Patrick Modiano.

## Trama
Tutta la vicenda del romanzo è ambientata a Parigi e si svolge in pochi giorni, ovvero 6 giorni del mese di Novembre dell'anno 1963, i cui avvenimenti hanno profondamente marcato la vita del narratore/protagonista, il quale ci racconta la storia a molti anni di distanza. Di quest'ultimo il lettore conosce e conoscerà ben poco. Verso la fine del romanzo, scopriremo che si chiama Jean (ma per quasi l'intera storia si è convinti che il suo nome sia Lucien), ha 18 anni e all'inizio della vicenda viene interrogato dalla polizia. Il suo nome, infatti, è stato trovato sull'agenda di qualcuno, ma non si saprà mai di chi si tratta, né perché. Uscendo dall'ufficio dell'ispettore, il nostro protagonista incrocia lo sguardo di Gisèle, una ragazza di pochi anni più grande di lui e che prende il suo posto nell'ufficio dell'ispettore per rispondere, a sua volta, alle domande della polizia. Dopo l'interrogatorio, Jean decide di aspettarla e i due bevono un caffè insieme, con la sensazione di conoscersi da sempre. Gisèle gli confida di essere senza un posto dove dormire. Il protagonista, quindi, la invita a passare la notte a casa sua, dove vive con Grabley, un amico di suo padre. La casa ci appare spoglia e trasandata. Grabley e Jean, infatti, la stanno svuotando, poiché di lì a poco tempo non ci vivranno più.
Il giorno seguente, Gisèle, che porta con sé due misteriose valigie molto pesanti e particolarmente preziose per lei, gli chiede di accompagnarla presso alcuni amici che ha conosciuto da poco e più anziani rispetto a loro. I due, Jacques de Bavières e Pierre Ansart, sono personaggi misteriosi, che sembrano nascondere qualcosa di losco. Anche Gisèle è avvolta da un'aura di mistero e chiede a Jean di presentarsi ai suoi amici come suo fratello, di nome Lucien, e di non proferire parola riguardo all'interrogatorio. Nonostante questo, il nostro protagonista si innamora di lei e Modiano ci fa capire implicitamente che tra i due nasce una relazione amorosa (anche carnale) fatta di cose non-dette e di misteri, una storia che il narratore ci racconta ormai in età adulta e in un intreccio con i suoi ricordi d'infanzia, scaturiti dalla visione di alcuni posti di Parigi.
Gisèle dormirà ancora a casa di Jean, il quale l'accompagna nelle sue misteriose mansioni, tra cui recuperare il suo fidato cane, Raymond. Man mano che passano il tempo insieme, egli scopre qualche dettaglio in più sulla ragazza di cui si sta innamorando, in particolare il fatto che è stata sposata in passato e che il marito, lavoratore presso un circo, la sta cercando. Nel frattempo, dopo aver venduto alcuni oggetti della casa ad un antiquario di nome Dell'Aversano, riceve da quest'ultimo un'offerta di lavoro a Roma, in una biblioteca. Dell'Aversano, infatti, rimane profondamente toccato dalla situazione famigliare di Jean e lo vuole aiutare. Il ragazzo pensa di accettare l'offerta, nella speranza che Gisèle accetti la sua proposta di andare con lui.
Qualche giorno dopo aver fatto la conoscenza di De Bavières e Ansart, questi ultimi chiedono a Jean e Gisèle di rendere loro un servizio. Si tratta di trasmettere un messaggio ad un uomo in una caffetteria, da parte di Ansart, in cambio di duemila franchi a testa. I due loschi personaggi convincono il protagonista che si tratta di una piccola faccenda ordinaria. Jean quindi accetta l'offerta, spinto dal fatto che Gisèle ha accettato la sua proposta di accompagnarlo a Roma e con la speranza, quindi, che presto si lasceranno tutto alle spalle e che avranno un po' di denaro da parte. Tuttavia, Jean si rende conto che dietro la loro missione si nasconde qualcosa di sospetto e il giorno dopo aver portato all'uomo il messaggio, De Bavières, Ansart e Martine Gaul, (altro personaggio particolare e sospetto), sono scomparsi. Gisèle e Jean cercano di rintracciare qualche informazione sulla loro fuga improvvisa, ma con scarsi risultati. I due giovani innamorati ora non aspettano altro che la loro partenza per Roma, ma all'improvviso compare un nuovo personaggio, Monsieur Guélin, che tenta di mettere in guardia Jean su chi è veramente Gisèle. Gli dice che si chiama Suzanne e che faceva la prostituta presso il numero 34 della rue Desaix. Jean ascolta, ma non gli importa nulla del passato di Gisèle, o del suo vero nome. Gli interessa solamente partire il prima possibile per Roma, per lasciarsi tutta quella parte della sua vita alle spalle. Gisèle ha già visto Monsieur Guélin in commissariato, durante il suo interrogatorio e teme molto per l'incontro tra lui e Jean, tanto che lo aveva pregato di non andarci. Ma Jean le mente, giurandole che quell'uomo voleva solamente delle informazioni su suo padre.
A questo punto la storia sembra sul punto di concludersi con la fuga dei protagonisti verso l'Italia, verso una nuova vita, ma Modiano, come sempre, ci sorprende con un finale inaspettato e indecifrabile, ovvero un incidente nei pressi di Pont de Suresnes dove, ci fa capire implicitamente, vede coinvolta Gisèle.
Noi non sapremo mai se Gisèle è ancora viva, né tutto quello che avviene dopo. Tuttavia, dal tono nostalgico del narratore nel momento in cui ci racconta dei suoi sogni passati o e di quei sei giorni emblematici di Novembre, possiamo immaginare che i due non si siano mai più rivisti.

## Personaggi
Il racconto è costruito intorno alla relazione tra i due protagonisti Jean e Gisèle. Tuttavia, intorno ad essi gravita una serie di personaggi relativamente importanti. In primo luogo le figure fantomatiche del padre e della madre di Jean, che prendono vita attraverso i suoi ricordi e, in seguito, tutti i personaggi viventi in relazione diretta con la storia, i quali hanno tutti, a parte Dell'Aversano, dei comportamenti sospetti.
- Jean/Lucien

Il protagonista del romanzo è un personaggio apparentemente fragile, timido e di cui non si sa praticamente nulla. All'epoca dei fatti narrati (1963) è ancora minorenne, è iscritto alla facoltà di lettere e vive a Parigi con Grabley, un amico di suo padre. Durante il corso del romanzo, il lettore viene a conoscenza del fatto che Jean non frequenta l'università e che è stato abbandonato a sé stesso dai suoi genitori. Suo padre è in esilio da qualche parte in Svizzera e sua madre è in tournée, da qualche parte nel sud della Spagna. Questo aspetto di abbandono è molto importante, poiché si ha l'impressione che Jean sia in costante ricerca della sua identità e di un modo per sfuggire al suo passato e alla sua realtà quotidiana. Desidera, infatti, fuggire in Italia, a Roma, dove Dell'Aversano gli ha trovato un posto di lavoro come bibliotecario e dove potrebbe ricominciare una vita, staccata dal peso del suo passato. Jean può essere definito un “dimenticato”, un “messo da parte” dai suoi genitori. Egli, come abbiamo detto, è fragile, timido, succube di Gisèle e delle sue amicizie losche, ma nel corso della storia vediamo questo aspetto del suo carattere maturare. Il ragazzo diventa più uomo, più deciso e più intrepido.
Jean rappresenta Modiano stesso. L'esperienza e i ricordi di Jean sono l'esperienza e i duri ricordi di Modiano. Basti pensare alla sua situazione familiare, che rispecchia quasi esattamente quella dell'autore, ma anche alla sua infanzia in un collegio. Anche Modiano, infatti, ha vissuto in un collegio-liceo, ossia il Saint-Joseph (Thônes).
- Gisèle ou Suzanne ?

La bella Gisèle dagli occhi blu è un personaggio chiave del romanzo, poiché si trova al centro dell'intrigo e rappresenta il personaggio enigmatico per eccellenza. Tutta la sua personalità e tutta la sua storia appaiono vaghe, sfocate. Anche i suoi atteggiamenti e i suoi modi di fare sono indefiniti, imprecisi. Gisèle, infatti, non risponde mai precisamente alle domande di Jean e a contribuire all'aura di mistero che la circonda vi è il fatto che Modiano la fa parlare molto poco nel romanzo. Il lettore, dunque, non sa nulla su questo personaggio ed è mantenuto in uno stato di dubbio e di sospetto permanente. Gisèle non parla del suo passato o della sua famiglia. Noi sappiamo solo che, in quei giorni di novembre 1963, lei deve lasciare la sua abitazione nella zona di Saint-Leu-la-Forêt, dove viveva con l'ex marito e dove si reca più volte per sbrigare degli affari e per recuperare il suo cane, Raymond. Inoltre sappiamo che possiede due valigie molto pesanti, chiuse a chiave e molto preziose per lei, ma di cui ignoriamo il contenuto. Durante tutta la vicenda, Gisèle sbriga delle mansioni apparentemente innocue e ordinarie, ma con un atteggiamento sempre molto misterioso, che fa pensare a Jean che la ragazza sia sempre sul punto di scomparire e fuggire da un momento all'altro: “Avec elle, je n'étais sûr de rien.” Verso la fine del romanzo, quando si ha l'impressione di conoscere un po' meglio questo personaggio enigmatico, tutto crolla. Stando alle parole di Monsieur Guélin, infatti, Gisèle si chiamerebbe Suzanne, sarebbe una prostituta e avrebbe anche passato dei periodi in prigione, il che spiegherebbe il rapporto tra la ragazza e tutti i loschi personaggi che gravitano nel suo mondo.
Nel geniale ritratto sfocato che Modiano dà di Gisèle, vi è un particolare interessante e costante che accentua il suo aspetto misterioso, ossia il suo aggrottare spesso le sopracciglia.
- Grabley

Il protagonista vive con un amico di suo padre, a cui è affidata la sua sorveglianza e che si chiama Henri Grabley. Quest'uomo ci appare da subito un personaggio particolare e non molto rispettabile. La sera, per esempio, si ritrova spesso a fare la “tournée” da un bar all'altro della città e frequenta LA TOMATE STRIP-TEASE PERMANENT di Parigi. Il narratore stesso ce lo descrive come un uomo vuoto e un doppione di suo padre. Egli, in effetti, è un personaggio quasi patetico, privo di un'esistenza propria. Lavora per il padre di Jean e vive da lui. Anche Grabley ha degli atteggiamenti misteriosi, per esempio passa molto tempo nell'ufficio del 73 di Boulevard Haussmann e, un giorno, il padre di Jean gli domanda di sbarazzarsi di tutti i documenti, probabilmente contenenti qualcosa di compromettente.
- Dell'Aversano

Dell'Aversano è un personaggio molto interessante, poiché, a differenza di tutti gli altri, è pieno di sentimenti buoni e atteggiamenti rispettabili, soprattutto nei confronti del giovane Jean. Si dice, infatti, scioccato dalla sua situazione e lo aiuta a trovare un lavoro e un alloggio a Roma. Dell'Aversano, inoltre, è l'unico personaggio ad avere una professione chiara e precisa: è un antiquario e rappresenta, per il giovane protagonista, una garanzia di speranza e una sorta di scappatoia da tutto quell'universo indefinito ed impreciso che si vuole lasciare alle spalle.
- Pierre Ansart

Ansart è uno dei loschi personaggi che gravitano nell'universo di Gisèle. Ha una quarantina d'anni, è un uomo dai capelli bruni e il fisico tarchiato. Di lui sappiamo che è il proprietario di un ristorante, ma questa non è la sua professione principale e ce lo fa capire lui stesso quando afferma di aver comprato il ristorante “per divertirsi”. Ma ce lo fa capire, soprattutto, tutta l'atmosfera di mistero in cui è avvolto e in cui sono avvolte tutte le sue attività. Il lettore si chiederà continuamente quale sia la sua vera professione, la quale gli permette un appartamento costoso e altri beni di lusso. Ansart, però, è particolare soprattutto perché ha un atteggiamento paternalista che suscita nel lettore il sospetto ch'egli sia una sorta di “pappone”, ossia un protettore di prostitute. In ogni caso, tutti i suoi modi di fare e le sue attività fanno pensare, anche se non ne abbiamo la certezza, ad un universo mafioso. Basti pensare alle fotografie di numerose persone sul suo tavolo e al fatto di aver pagato i protagonisti per un “servizio”.
- Jaques de Bavières

Jacques de Bavière può essere definito come un collaboratore di Ansart e un amico di Gisèle, di cui probabilmente è innamorato, forse perché suo cliente in passato, ma si tratta solo di un'ipotesi. Il narratore ce lo descrive come una persona elegante, dal viso amabile e la voce dolce. Sappiamo che possiede un cavallo e un appartamento a Rue Washington, vicino agli Champs Elysée e, dunque, come Ansart, ci fa pensare ad un uomo piuttosto benestante. Tuttavia, i due protagonisti scoprono che vive solo con la sua matrigna, la quale utilizza l'appartamento come un club di Bridge e questo ci fa riflettere ancora di più sulla sospetta provenienza delle finanze di Jacques.
- Martine Gaul

Martine, presentata come la fidanzata di Ansart, è un personaggio piuttosto secondario ma che aiuta il lettore a definire il personaggio di Pierre Ansart e la sua personalità. Martine, infatti, è il tipico genere di donna che gli uomini ricchi amano avere al loro servizio. Ansart, infatti, si rivolge spesso a lei con toni imperativi. La devozione della ragazza nei suoi confronti, la sua giovane età e la sua bellezza, però, rendono ancora più forte l'ipotesi che Ansart sia un protettore di prostitute e Martine una prostituta stessa.
- Mr Guélin

Monsieur Guélin appare solamente alla fine del romanzo e per poche pagine, ma è un personaggio estremamente importante poiché rivela a Jean (e dunque a noi lettori) la vera identità di Gisèle. Tuttavia, noi non conosciamo fino in fondo le sue intenzioni, né la veridicità delle sue informazioni, ma abbiamo l'impressione che egli voglia estrapolare Jean dal mondo di sogno e immaginazione che si è creato, ma senza riuscirci. A Jean, infatti, aver scoperto la “verità” su Gisèle non fa né caldo, né freddo.
- Raymond

Raymond è il cane fedele di Gisèle, che compare nella storia di punto in bianco. SI tratta di un personaggio simbolico tanto amato da Modiano e inserito anche in altri suoi romanzi. In questa vicenda, in particolare, il cane rappresenta la fedeltà senza eguali. Raymond, infatti, segue Gisèle e Jean dappertutto, è affettuoso e ha paura di essere abbandonato. Da questo punto di vista, Raymond può essere visto come un riflesso della volontà dei protagonisti di non ritrovarsi abbandonati.

## Costanti narrative
I romanzi di Patrick Modiano sono tutti costruiti intorno ad alcune costanti narrative ben definite e legate alla sua esperienza personale: il tempo, lo spazio, la figura del padre, la figura femminile l'idea di una fuga e l'indagine interiore.
Per quanto riguarda il primo punto, in Un Cirque Passe si può parlare di sovrapposizione del tempo. Il romanzo, infatti, è composto su tre tempi distinti, che sembrano corrispondere a tre tappe della vita del narratore e protagonista. Il primo è il tempo dell'infanzia, quello dei suoi ricordi, spesso scaturiti dalla visione di un posto preciso tra le strade di Parigi. Il secondo è il tempo dell'adolescenza, che corrisponde al tempo in cui avvengono i fatti narrati, cioè sei giorni di novembre del 1963, quando il protagonista ha diciotto anni, Infine, il terzo tempo è quello dell'età adulta, ossia il momento in cui tutta la vicenda viene scritta e raccontata, cioè quando Jean ha ormai una trentina d'anni. Questi tre momenti si intrecciano continuamente tra loro tramite alcuni interventi e commenti del narratore, i quali sono rivolti sia al passato che al presente. Tuttavia, esiste un altro aspetto importante legato al tempo in questo romanzo ed è la ciclicità, il ritorno alla situazione iniziale. Il romanzo, infatti, inizia con l'interrogatorio e con delle domande che, solo dopo aver letto il romanzo, sembrano inspiegabilmente legate alla vicenda che sta per avvenire. L'ispettore, per esempio, gli chiede se conosce un uomo e una donna, che potrebbero essere Ansart e Martine Gaul, per esempio. Ma l'aspetto ciclico è evidenziato soprattutto dal fatto che anche alla fine del romanzo ritroviamo Jean di fronte ad un personaggio legato alla polizia, Monsieur Guélin. Infine, il tema del tempo è evidenziato anche nel titolo stesso. Un Cirque Passe, che significa Un Circo Passa, infatti, indica l'aspetto nomade della vita e del tempo, come qualcosa che passa, non si ferma e non torna.
Da un punto di vista spaziale, notiamo nel romanzo la scrupolosità di Modiano nell'essere quanto più preciso possibile. Nessun luogo è frutto della sua fantasia, ma è un luogo ben definito e rintracciabile sulla cartina di Parigi. La vicenda inizia nel commissariato della polizia, un luogo chiuso, quindi, che si trova sul Boulevard du Palais. Man mano, però, essa prende forma nelle varie vie della capitale francese, che sono minuziosamente indicate dall'autore. Benché il tempo sembri come bloccato in quei sei giorni di novembre, lo spazio è invece mutevole e assume un'importanza molto rilevante per la capacità di Modiano di “saltare” da un luogo all'altro di Parigi, dando la possibilità ai suoi personaggi di percorrerla tutta anche in un solo giorno. Ma lo spazio è importante soprattutto perché rappresenta un mezzo per provare la verità della storia. Si tratta di indizi che simulano una realtà nella finzione, realtà che non è altro che la vita e l'esperienza stessa di Modiano.
Per quanto riguarda la tematica della figura paterna, essa deriva dall'esperienza personale di Modiano, cioè dai rapporti difficili e traumatici che egli ebbe con il padre, un personaggio bizzarro e assente, che abbandonò Patrick e sua madre quando lui era ancora un bambino. Nel romanzo la memoria paterna riemerge in più personaggi: da un lato nella figura del padre del protagonista e narratore, che, come il suo, lo ha abbandonato ed è in esilio e in costante fuga. Questa figura si riflette anche in Grabley, un doppione del padre. Il nome stesso del personaggio, ovvero Henri, è un richiamo al padre di Modiano. Egli, infatti, aveva assunto il nome falso di Henri Lagroux durante l'Occupazione. Grabley è una persona vuota, priva di una vera e propria esistenza. La figura paterna, però, ritorna anche in Dell'Aversano, il quale rappresenta il padre ideale, presente e premuroso: il padre che Modiano e Jean non hanno mai avuto.
Tuttavia, il tema centrale in Modiano è quasi sempre la donna, la figura femminile. Essa emerge nei suoi romanzi attraverso un incontro che spesso è puramente casuale, ma destinato a stravolgere la vita del protagonista. Questo aspetto è molto evidente in Un Cirque Passe, dove un solo scambio di sguardi dà vita ad una vicenda misteriosa, fatta di intrighi e nodi che non verranno mai del tutto sciolti. Anche l'insistenza con la figura femminile trova le sue ragioni e le sue radici nell'esperienza autobiografica dell'autore, soprattutto nella figura della madre, ovvero un'attrice (come la madre di Jean) e una donna molto particolare, che aveva rapporti con molti esponenti della società francese, dai personaggi più rispettabili a quelli più ricercati dalla polizia.
Per quanto riguarda l'indagine interiore, quella di Jean è una ricerca della propria identità, una ricerca del proprio posto nel mondo, che gli appare indecifrabile. Si tratta di una ricerca del narratore adulto che guarda al passato, a quegli eventi del 1963, ma anche di una ricerca del protagonista adolescente, il quale cerca la sua identità non guardando al passato, cercando di ricostruire la sua infanzia (come accade di solito nei romanzi di Modiano), ma guardando al futuro, nei sogni di una nuova vita a Roma, come bibliotecario. Jean ricerca la sua identità nel suo rapporto con Gisèle e nel suo abbandono della vita che aveva prima di quell'incontro. Ma i suoi sogni molto probabilmente non si avvereranno mai ed ecco perché il narratore adulto guarda nel passato, in quei sogni sfumati, alla ricerca di che cosa è andato storto.

## Edizioni
- Patrick Modiano, Un cirque passe, Gallimard, 1992.